# Hugoton
Hugoton è un comune degli Stati Uniti d'America, situato nello Stato del Kansas, nella contea di Stevens, della quale è il capoluogo.